# Belén de Escobar
Belén de Escobar es una ciudad situada en el nordeste de la provincia de Buenos Aires, Argentina. Se encuentra ubicada en el centro del partido de Escobar, del cual es su cabecera, en la intersección de la ruta provincial 25 y la ruta Panamericana, a unos 50 km de la ciudad de Buenos Aires. El crecimiento del Aglomerado Gran Buenos Aires por sobre esta ruta provocó que se formara un trazado edilicio continuo sobre la misma, incorporándose Belén de Escobar definitivamente al mencionado aglomerado en las décadas finales del siglo XX. La ausencia de espacios en las localidades más cercanas a la ciudad de Buenos Aires, fomentó la adquisición de terrenos en lugares más alejados, favoreciendo entre otras localidades a Belén de Escobar, que se transformó en una de las zonas residenciales de mayor crecimiento del Gran Buenos Aires. El Intendente actual es Ariel Sujarchuk.

## Geografía
El paisaje es de llanura con discretas lomadas con guadales y albardones, parte del común paisaje de las islas del delta del Paraná.

## Historia

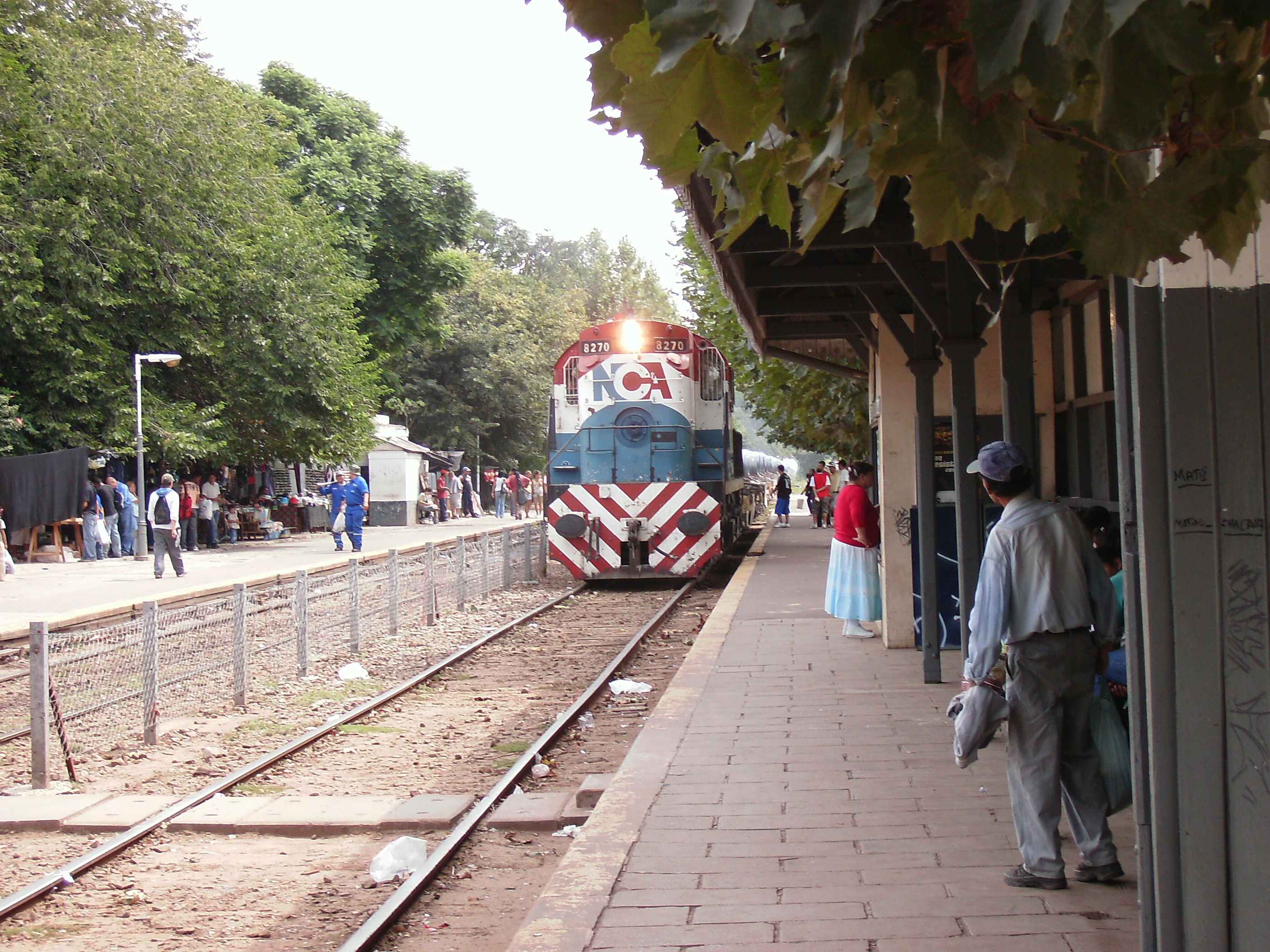
Estación Escobar.

Anteriormente a la llegada de los blancos, originarios guaraníes habitaban el lugar por su cercanía a los ríos Paraná de las Palmas y Luján. Con la llegada de los españoles, las tierras estuvieron entre las primeras repartidas por Juan de Garay tras la segunda fundación de Buenos Aires, siendo el primer dueño Pedro de Savas y Espeluca; no obstante, dos años después de la fundación de Buenos Aires —en 1582— las tierras eran entregadas a Alonso de Escobar, en virtud de esto es que comienza a ser conocido el predio como Cañada de Escobar y más tarde como Isla de Escobar. Federico Kirbus desarrolla en su libro La primera de las tres Buenos Aires (1980), una teoría en la cual asegura que entre la zona de las barrancas del actual Barrio parque El Cazador y la costa del río Luján fue el verdadero lugar donde Pedro de Mendoza realizó la primera fundación de Buenos Aires.
Las extensiones fueron siendo subdivididas y pobladas por españoles y criollos hasta que a fines del siglo XIX llegó la estación del Ferrocarril de Buenos Aires y Campana que fue denominada Escobar. La llegada del ferrocarril entre 1876 y 1877 fue fundamental para que Eugenia Tapia de Cruz, propietaria de los terrenos aledaños al primitivo apeadero, decidiera mensurar unas 80 hectáreas para la creación de un pueblo, reservando dos manzanas como espacios verdes —de los cuales sólo se concretó uno, el conocido como Plaza General José de San Martín — y para la edificación del futuro templo católico de Natividad de Nuestro Señor Jesucristo, apoyándose también en la existencia de algunas viviendas en la zona. Eugenia Tapia había heredado parte de los terrenos de su esposo José Antonio Cruz, fallecido en 1838, y compró el resto a sus hijos en 1864. El 4 de marzo de 1877 se toma como fecha fundacional del pueblo, esto es el día que comenzó efectivamente el remate del pueblo de Belén, realizada por el rematador Lisandro Medina. Diez años después es bendecida la primera capilla del lugar, y un año más tarde fallecía la impulsora del poblado. En 1878 ya comenzó a funcionar la primera industria, un molino harinero de la familia Ferrari.
El 8 de octubre de 1959, se crea el partido de Escobar, con parte de los partidos de Pilar y Tigre, designándose a Belén como su cabecera. Un año más tarde un decreto provincial declara Ciudad al Pueblo de Belén de Escobar, unificando en el nombre del pueblo la designación original con la del partido.

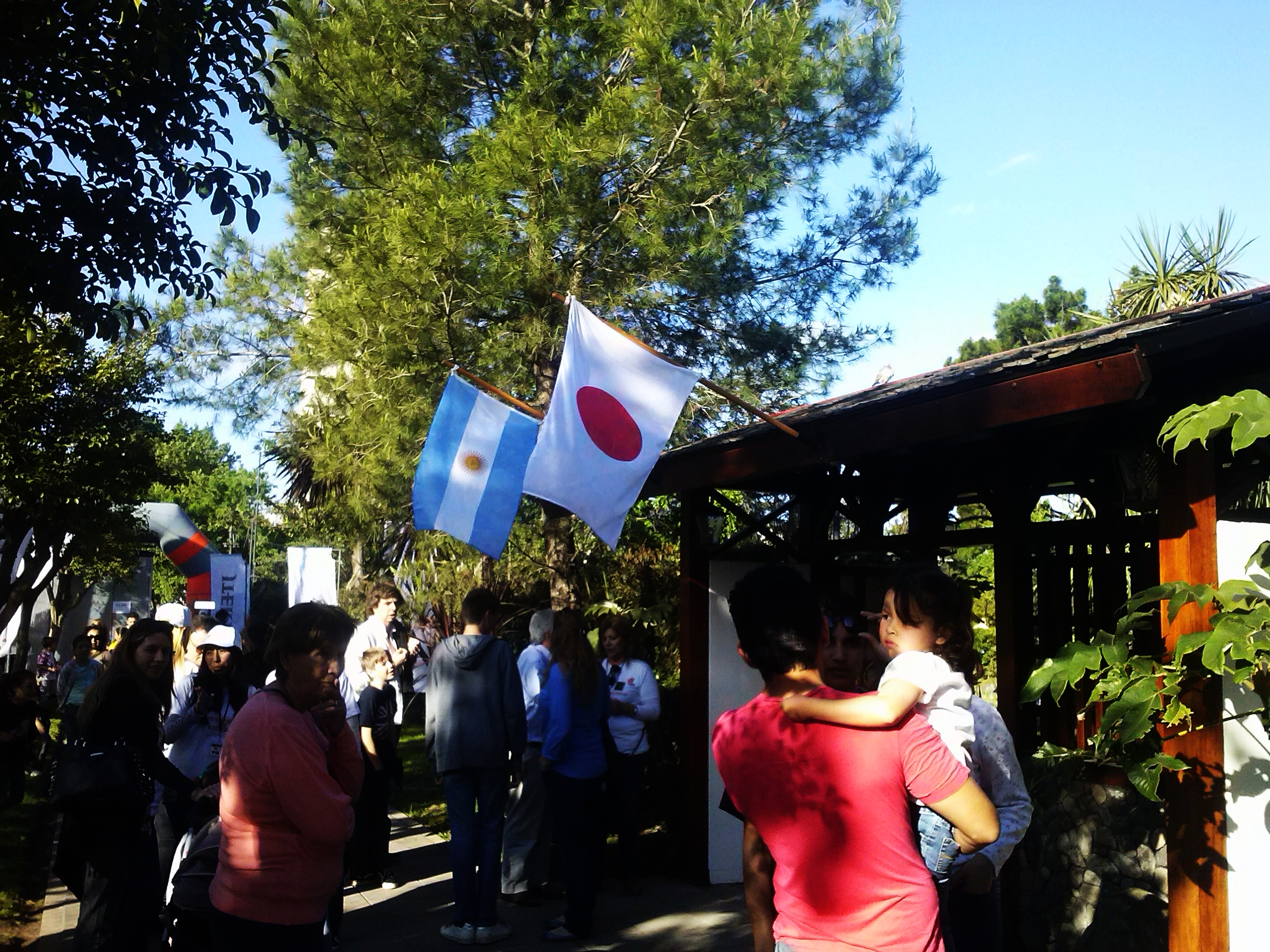
Acceso al Jardín Japonés de Belén de Escobar durante la 1.ª Fiesta del Jardín Japonés de 2014.

En 1916 el Banco El Hogar Argentino compra unas parcelas en el paraje conocido como El Cazador sobre las barrancas del río Luján, el cual luego vendería para formar lo que se conocería como el Barrio Parque El Cazador. A mediados del siglo XX la producción frutícola y hortícola eran los pilares económicos de la zona; de la mano de estos, Escobar se transformó en uno de los mayores productores de flores del país, hecho que motivó a que un grupo del Rotary Club creara la Fiesta de la Flor, el éxito de la misma llevó a que el presidente Arturo Illia declarara a Escobar como Capital Nacional de la Flor en 1964. Esta designación se complementaría luego con la creación del Jardín Japonés, todo un símbolo de la zona, donación de la colectividad japonesa y desarrollado por el ingeniero Yasuo Inomata.
A inicios del milenio se inauguró el bioparque Temaikèn.

## Toponimia
Las tierras eran conocidas en el siglo XIX como Cañada de Escobar, Pagos de Escobar o Isla de Escobar, llamadas así por Alonso de Escobar, quien fuera uno de los primeros propietarios del lugar. Cuando Eugenia Tapia de Cruz decide lotear unas 80 manzanas para la creación de un pueblo, elige para el mismo el nombre de Belén, en honor al lugar de nacimiento de Jesús de Nazaret, ya que ella era muy devota de la imagen del niño Jesús; la elección del nombre también fue influenciada por la existencia hasta 1779 de un hospital llamado Nuestra Señora de Belén, mantenido por la orden religiosa de los Padres Bethlemitas. Ambos nombres coexistieron hasta que en 1960 un decreto provincial unifica ambos nombres declarando Ciudad al Pueblo de Belén de Escobar.
Hoy es mucho más común escuchar referirse a la ciudad como Escobar, ya que este nombre no sólo designa al partido del cual es cabecera, sino a la estación de ferrocarril sita en el centro de la urbanización.

## Población
La zona que el municipio de Escobar reconoce como territorio de la ciudad contaba con 55,064 habitantes (Indec, 2001) (el 31 % del total del partido), aunque esta cifra incluye población rural. Esta cifra la sitúa como la segunda unidad más poblada del partido detrás de Garín.

## Plaza General José de San Martín
La Plaza General José de San Martín es la plaza más importante de la ciudad. Se encuentra entre las calles Tapia de Cruz, Yrigoyen, Estrada y Asborno. La plaza adquiere su actual nombre en el año 1944, cuando el Ministerio de Marina  dona el busto del general José de San Martín y este se coloca como el principal elemento de la plaza; reemplazando un antiguo quiosco que estaba en su centro.

### Estatuas y monumentos
La plaza tiene una serie de estatuas y monumentos, y algunas poseen un significado.

#### General José de San Martín
El  Busto fue inaugurado el domingo 24 de diciembre de 1944 Fue donado por el Ministerio de Marina y fue fundido en el Arsenal Naval de Zárate, para ello se fundió un cañón, la Comisión Pro - Monumento al general San Martín, presidida por el teniente de fragata Ansícora Arturo Carboni, vecino del pueblo, donó el mármol y solventó los gastos  del pedestal del busto. En la base se podían observar cuatro placas conmemorativas. El monumento sufrió cambios con la remodelación de la plaza.

#### Doña Eugenia Tapia de Cruz
Fue colocada el 8 de octubre de 1960, por una iniciativa del Honorable Concejo Deliberante en el centenario de la fundación en el primer aniversario de la creación del Partido de Escobar. El modelo utilizado fue posiblemente una antigua foto guardada celosamente por su familia. Aunque otra versión indica que esta fotografía no pertenecía a Doña Eugenia, sino a una hermana.

#### Pino de San Lorenzo
Fue trasplantado el 20 de junio de 1998. El Pino es oriundo de San Lorenzo Provincia de Santa Fe, lugar donde el Ejército comandado por el general San Martín tuvo su bautismo de fuego. Bajo este árbol el general San Martín redactó el parte de batalla, notificando el triunfo con el Ejército de Granaderos. Fue traído a Escobar por el vecino Jorge Biaggioni a través de tratativas con las autoridades del Convento San Carlos y la Comisión Nacional del Pino Histórico.

#### Bombero Voluntario
Fue colocado el 2 de junio del 2000 por Eduardo Noé. La imagen de la estatua orienta su mirada hacia el cuartel de Bomberos y está atenta al llamado de la sirena. Para la realización, el artista hizo primero un modelado en arcilla sobre el que sacó el molde en yeso, el cual se llenó con una mezcla de bronce en polvo y resina poliéster.
La obra se inauguró al celebrarse el Día Nacional del Bombero Voluntario. Durante la ceremonia el presidente de la Institución Bomberil destacó el esfuerzo realizado por los hombres que pasaron por la institución durante 116 años.

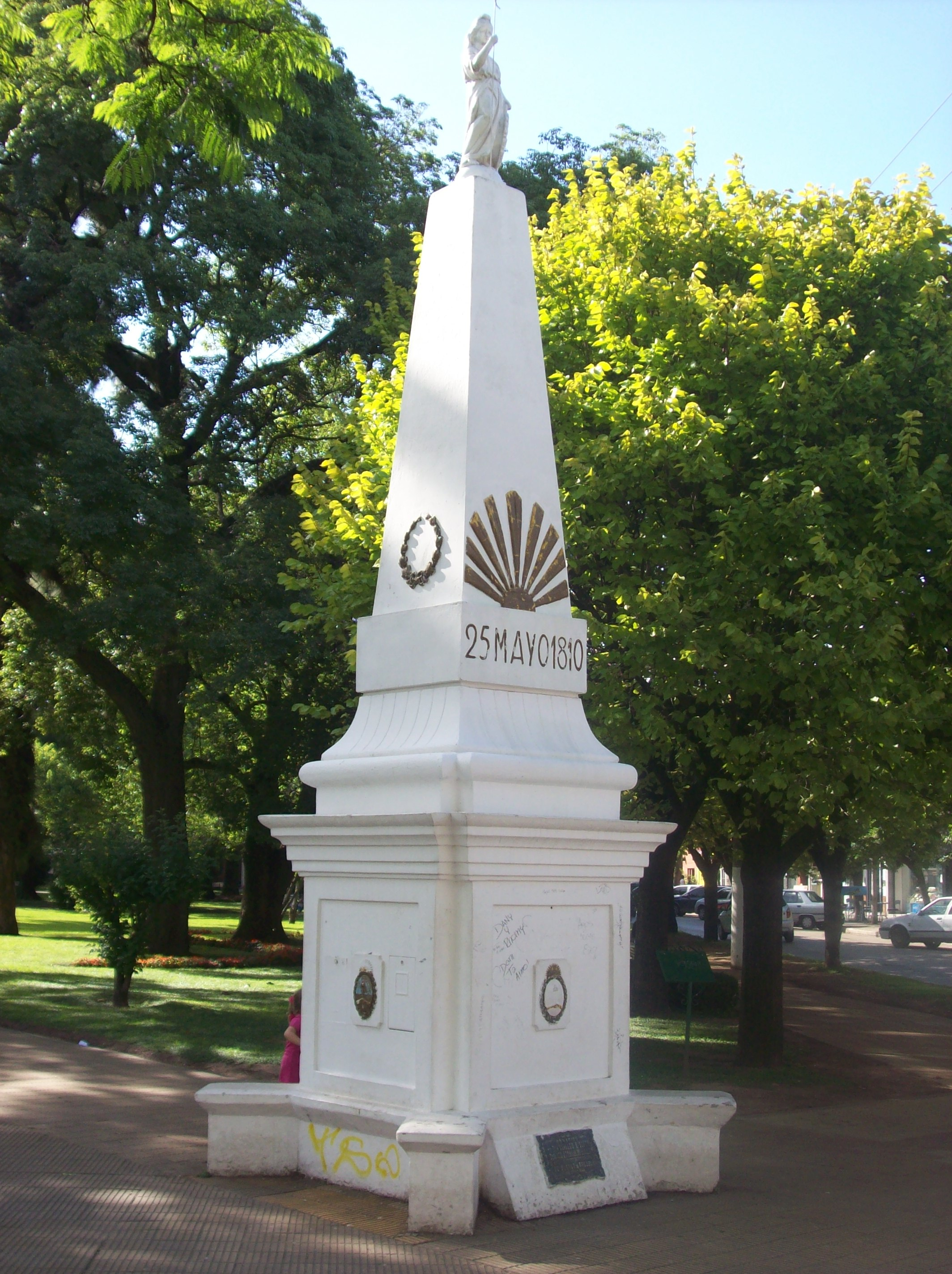
Pirámide de Mayo

#### Pirámide de Mayo
Fue colocada el 12 de octubre de 1961 que fue donada por Osvaldo Dulom y Ada Travaglini de Dulom en nombre de la Sociedad Protectora de Animales. En el día de la inauguración se depositó dentro de la pirámide, un cofre que contiene los trabajos premiados y un mensaje del matrimonio Dulom. Este cofre deberá ser abierto a los cien años de la fecha de la inauguración.

#### La Madre
Fue puesta en 1968 que fue realizado por José María Sergiani en memoria de la madre del autor, a quien no llegó a conocer dado que falleció en el parto. Brinda además un sentido homenaje a todas las madres del Distrito de Escobar.
Emplazada originalmente frente a la Sala de Primeros Auxilios y Maternidad sobre la calle Estrada, hoy, Palacio Municipal.
En ella se encuentran varias placas, entre las que destacan: Club Sportivo y Clubes de Conquistados de la Iglesia Adventista del Séptimo día. Su composición es casi simétrica, estática y con sensación de robustez.

#### General Juan Domingo Perón
Fue puesta el 7 de mayo de 1997. Fue realizado con la técnica Bronce a la Cera Perdida y colocado sobre base de ladrillo a la vista. El busto del general Perón es de un retrato conmemorativo, su lenguaje artístico se encuadra dentro del academicismo con un realismo de compromiso. Anteriormente hubo otro realizado en cerámica, que fue atacado y dañado en repetidas ocasiones.

#### Eva Duarte de Perón
Fue colocada el 7 de mayo de 1997. Fue realizado con la técnica Bronce a la cera perdida y colocado sobre base de ladrillo a la vista. El busto es de un retrato conmemorativo, su lenguaje artístico se encuadra dentro del academicismo con un realismo de compromiso.
Al igual que el anterior, hubo otra obra realizada en cerámica que fue atacado y dañado en reiteradas oportunidades.

#### Dr. Raúl Alfonsín
BUSTO DEL EX PRESIDENTE RAÚL RICARDO ALFONSÍN
La obra fue realizada por el reconocido escultor local Eduardo Carlos Noé
El homenaje al Padre de la Democracia fue un proyecto de ordenanza presentado por la exconcejal Ana María González y aprobado por unanimidad por el Concejo Deliberante en noviembre de 2020. En el marco del Día de la Democracia, el busto fue emplazado el sábado 10 de diciembre del año 2022.   

## Parroquias de la Iglesia católica en Belén de Escobar
| Diócesis   | Zárate-Campana                                       |
| ---------- | ---------------------------------------------------- |
| Parroquias | Concatedral Natividad del Señor, San Juan de la Cruz |